# Funkcionalna analiza
Funkcionalna analiza je grana matematičke analize, čije jezgro je formirano proučavanjem vektorskih prostora koji imaju neku vrstu granične strukture (npr. unutrašnji proizvod, normu, topologiju, itd.) i linearne funkcije definisane na tim prostorima i poštovanje tih struktura u odgovarajućem smislu. Istorijski koreni funkcionalne analize leže u proučavanju prostora funkcija, i u formulaciji svojstava transformacija funkcija, poput Furijeove transformacije, kao transformacije koja definiše kontinualne, unitarne i slične operatore između funkcijskih prostora. Ova tačka gledišta pokazala se posebno korisnom za proučavanje diferencijalnih i integralnih jednačina.
Upotreba reči funkcionalna potiče iz računa varijacija, implicirajući funkciju čiji je argument funkcija. Termin je prvi put korišten u Adamarovoj knjizi iz 1910. godine o toj temi. Međutim, generalni koncept funkcionalnog je ranije uveo, 1887. godine, italijanski matematičar i fizičar Vito Voltera. Teoriju nelinearnih funkcija nastavili su njegovi učenici, a posebno Freše i Levi. Adamar je osnovao i modernu školu linearne funkcionalne analize, koju su dalje razvili Ris i grupa poljskih matematičara oko Stefana Banaha.
U savremenim uvodnim tekstovima funkcionalne analize, subjekt se posmatra kao proučavanje vektorskih prostora koji imaju topologiju, posebno beskonačno-dimenzionalnih prostora. Nasuprot tome, linearna algebra se uglavnom bavi konačno-dimenzionalnim prostorima, i ne koristi topologiju. Važan deo funkcionalne analize je proširenje teorije mere, integracije i verovatnoće na beskonačno dimenzionalne prostore, takođe poznate kao beskonačno dimenzionalna analiza.

## Normirani vektorski prostori
Osnovna i istorijski prva klasa prostora proučavana u funkcionalnoj analizi su potpuno normirani vektorski prostori nad realnim ili kompleksnim brojevima. Takvi prostori se zovu Banahovi prostori. Važan primer je Hilbertov prostor, gde norma nastaje iz unutrašnjeg proizvoda. Ovi prostori su od fundamentalnog značaja u mnogim oblastima, uključujući matematičku formulaciju kvantne mehanike.
Generalnije gledano, funkcionalna analiza obuhvata proučavanje Frešeovih prostora i drugih topoloških vektorskih prostora koji nemaju normu. Važan predmet istraživanja u funkcionalnoj analizi su kontinuirani linearni operatori definisani na Banahovim i Hilbertovim prostorima. Oni prirodno dovode do definicije C*-algebre
i drugih operatorskih algebri.

## Literatura
- Aliprantis, C.D.; Border, K.C. (2007). Infinite Dimensional Analysis: A Hitchhiker's Guide (3rd изд.). Springer. ISBN 978-3-540-32696-0.
- Bachman, G., Narici, L.: Functional analysis, Academic Press, 1966. (reprint Dover Publications)
- Banach S. Banach, S. (1987). Theory of Linear Operations. Elsevier Science. ISBN 978-0-444-70184-8. Архивирано из оригинала 28. 10. 2021. г. Приступљено 01. 07. 2019.. Volume 38, North-Holland Mathematical Library.
- Brezis, H.: Analyse Fonctionnelle, Dunod. Brézis, Haim (1999). Analyse fonctionnelle: Théorie et applications. Dunod. ISBN 978-2-10-004314-9. or. Brézis, Haïm (2005). Analyse fonctionnelle: Théorie et applications. Dunod. ISBN 978-2-10-049336-4.
- Conway, J. B.: A Course in Functional Analysis, , Springer-Verlag. Conway, John B. (1994). A Course in Functional Analysis (2nd изд.). Springer. ISBN 978-0-387-97245-9.
- Dunford, N. and Schwartz, J.T.: Linear Operators, General Theory, John Wiley & Sons, and other 3 volumes, includes visualization charts
- Edwards, R. E.: Functional Analysis, Theory and Applications, Hold, Rinehart and Winston, 1965.
- Eidelman, Yuli, Vitali Milman, and Antonis Tsolomitis: Functional Analysis: An Introduction, American Mathematical Society, 2004.
- Friedman, A.: Foundations of Modern Analysis, Dover Publications, Paperback Edition, July 21, 2010
- Giles,J.R.: Introduction to the Analysis of Normed Linear Spaces,Cambridge University Press,2000
- Hirsch F., Lacombe G. - "Elements of Functional Analysis", Springer 1999.
- Hutson, V., Pym, J.S., Cloud M.J.: Applications of Functional Analysis and Operator Theory, , Elsevier Science. Hutson, V.; Pym, J.; Cloud, M. (2005). Applications of Functional Analysis and Operator Theory (2nd изд.). Elsevier Science. ISBN 978-0-444-51790-6.
- Kantorovitz, S.,Introduction to Modern Analysis, Oxford University Press,2003,2nd ed.2006.
- Kolmogorov, A.N and Fomin, S.V.: Elements of the Theory of Functions and Functional Analysis, Dover Publications, 1999
- Kreyszig, E.: Introductory Functional Analysis with Applications, Wiley, 1989.
- Lax, P.: Functional Analysis, Wiley-Interscience. . 2002. ISBN 978-0-471-55604-6. Недостаје или је празан параметар |title= (помоћ)
- Lebedev, L.P. and Vorovich, I.I.: Functional Analysis in Mechanics, Springer-Verlag, 2002
- Michel, Anthony N. and Charles J. Herget: Applied Algebra and Functional Analysis, Dover, 1993.
- Pietsch, Albrecht: History of Banach spaces and linear operators, Birkhäuser Boston Inc. . 2007. ISBN 978-0-8176-4367-6. Недостаје или је празан параметар |title= (помоћ)
- Reed, M., Simon, B.: "Functional Analysis", Academic Press 1980.
- Riesz, F. and Sz.-Nagy, B.: Functional Analysis, Dover Publications, 1990
- Rudin, W.: Functional Analysis, McGraw-Hill Science, 1991
- Saxe, Karen: Beginning Functional Analysis, Springer, 2001
- Schechter, M.: Principles of Functional Analysis, AMS, 2nd edition, 2001
- Shilov, Georgi E.: Elementary Functional Analysis, Dover, 1996.
- Sobolev, S.L.: Applications of Functional Analysis in Mathematical Physics, AMS, 1963
- Vogt, D., Meise, R.: Introduction to Functional Analysis, Oxford University Press, 1997.
- Yosida, K.: Functional Analysis, Springer-Verlag, 6th edition, 1980
- Arveson, W. (1976), An Invitation to C*-Algebra, Springer-Verlag, ISBN 0-387-90176-0. An excellent introduction to the subject, accessible for those with a knowledge of basic functional analysis.
- Connes, Alain (1994), Non-commutative geometry, ISBN 0-12-185860-X.  This book is widely regarded as a source of new research material, providing much supporting intuition, but it is difficult.
- Dixmier, Jacques (1969), Les C*-algèbres et leurs représentations, Gauthier-Villars, ISBN 0-7204-0762-1. This is a somewhat dated reference, but is still considered as a high-quality technical exposition. It is available in English from North Holland press.
- Doran, Robert S.; Belfi, Victor A. (1986), Characterizations of C*-algebras: The Gelfand-Naimark Theorems, CRC Press, ISBN 978-0-8247-7569-8.
- Emch, G. (1972), Algebraic Methods in Statistical Mechanics and Quantum Field Theory, Wiley-Interscience, ISBN 0-471-23900-3. Mathematically rigorous reference which provides extensive physics background.
- A.I. Shtern (2001). „C*-algebra”.  Ур.: Hazewinkel Michiel. Encyclopaedia of Mathematics. Springer.  978-1556080104.
- Sakai, S. (1971), C*-algebras and W*-algebras, Springer, ISBN 3-540-63633-1.
- Segal, Irving (1947), „Irreducible representations of operator algebras”, Bulletin of the American Mathematical Society, 53 (2): 73—88, doi:10.1090/S0002-9904-1947-08742-5 .
- Kałuża, Roman (1996). Through a Reporter's Eyes: The Life of Stefan Banach. Translated by Wojbor Andrzej Woyczyński and Ann Kostant. Birkhäuser. ISBN 0-8176-3772-9.
- Kosiedowski, Stanisław. „Stefan Banach”. Mój Lwów. Приступљено 20. 5. 2008.
- O'Connor, John J.; Robertson, Edmund F. (2000). „Stefan Banach”. MacTutor History of Mathematics archive. University of St. Andrews. Приступљено 19. 8. 2012.
- Siegmund-Schultze, Reinhard (2003).  Jahnke, Hans Niels, ур. A History of Analysis. American Mathematical Society. ISBN 0-8218-2623-9.
- MacCluer, Barbara (2008). Elementary Functional Analysis. Springer. ISBN 978-0387855288.
- Urbanek, Mariusz (април 2002). „Geniusz: gen i już”. Polityka. 8 (2348).
- Waksmundzka-Hajnos, Monika (2006). „Wspomnienie o Stefanie Greczku”. Focus. Gdańsk University (11).
- Banach, Stefan (1932), Théorie des opérations linéaires (PDF), Monografie Matematyczne, 1, Warszawa: Subwencji Funduszu Kultury Narodowej, Zbl 0005.20901, Архивирано из оригинала (PDF) 11. 1. 2014. г., Приступљено 10. 6. 2016
- Beauzamy, Bernard (1985), Introduction to Banach Spaces and their Geometry (Second revised изд.), North-Holland Непознати параметар |orig-date= игнорисан (помоћ)
- Bourbaki, Nicolas (1987), Topological vector spaces, Elements of mathematics, Berlin: Springer-Verlag, ISBN 978-3-540-13627-9
- Carothers, Neal L. (2005), A short course on Banach space theory, London Mathematical Society Student Texts, 64, Cambridge: Cambridge University Press, стр. xii+184, ISBN 0-521-84283-2
- Diestel, Joseph (1984), Sequences and series in Banach spaces, Graduate Texts in Mathematics, 92, New York: Springer-Verlag, стр. xii+261, ISBN 0-387-90859-5
- Dunford, Nelson; Schwartz, Jacob T. with the assistance of W. G. Bade and R. G. Bartle (1958), Linear Operators. I. General Theory, Pure and Applied Mathematics, 7, New York: Interscience Publishers, Inc., MR 0117523
- Lindenstrauss, Joram; Tzafriri, Lior (1977), Classical Banach Spaces I, Sequence Spaces, Ergebnisse der Mathematik und ihrer Grenzgebiete, 92, Berlin: Springer-Verlag, ISBN 3-540-08072-4
- Megginson, Robert E. (1998), An introduction to Banach space theory, Graduate Texts in Mathematics, 183, New York: Springer-Verlag, стр. xx+596, ISBN 0-387-98431-3
- Ryan, Raymond A. (2002), Introduction to Tensor Products of Banach Spaces, Springer Monographs in Mathematics, London: Springer-Verlag, стр. xiv+225, ISBN 1-85233-437-1
- Wojtaszczyk, Przemysław (1991), Banach spaces for analysts, Cambridge Studies in Advanced Mathematics, 25, Cambridge: Cambridge University Press, стр. xiv+382, ISBN 0-521-35618-0

## Spoljašnje veze
- Hazewinkel Michiel, ур. (2001). „Functional analysis”. Encyclopaedia of Mathematics. Springer.  978-1556080104.